# Say Hello to the Angels/NYC
«Say Hello to the Angels»/«NYC» — второй сингл американской пост-панк группы Interpol. Он был выпущен 14 апреля 2003 года как дубль-А-сингл, названный по двум песням с дебютного альбома Interpol Turn on the Bright Lights.
Сингл «Say Hello to the Angels»/«NYC» занял 65-е место в британском чарте UK Singles Chart. Американский музыкант Моби дал песне «NYC» 8-е место в собственной подборке десяти лучших песен 2000-х годов.
В 2003 году на песню «NYC» вышел музыкальный клип режиссёра Дуга Эйткена

## Списки композиций
Компакт-диск (OLE 582-2)
1. «Say Hello to the Angels» — 4:28
2. «NYC» — 4:21
3. «NYC» (демоверсия) — 4:28

7-дюймовая грампластинка (OLE 582-7)
1. «Say Hello to the Angels» — 4:28
2. «NYC» — 4:21